# Mark Rober
Mark B. Rober est un YouTubeur, ingénieur et inventeur américain. Il est connu pour ses vidéos sur la science populaire et les gadgets à faire soi-même.
Avec plus de 70 millions d'abonnés en juillet 2025, il est une des personnalités avec le plus d'abonnés sur la plateforme YouTube.

## Biographie
Rober grandit dans le comté d'Orange, en Californie. Enfant, il s'est intéressé à l'ingénierie, fabriquant une paire de lunettes qui aidait à éviter les larmes lors de la coupe des oignons. Il a obtenu un diplôme en génie mécanique de l'Université Brigham-Young et une maîtrise de l'Université de Californie du Sud.
Rober a été ingénieur à la NASA pendant 9 ans, dont sept à travailler sur le rover Curiosity au Jet Propulsion Laboratory. Il travaille ensuite pendant quatre ans chez Apple en tant que concepteur de produits dans leur groupe de projets spéciaux, où il a rédigé des brevets impliquant la réalité virtuelle dans les voitures autonomes.

## Vie privée
Rober déménage à Sunnyvale, en Californie, en 2015, où il vit avec sa femme et son fils. Il embrasse la cause de la sensibilisation à l'autisme car son fils vit avec.

## Philanthropie

### #TeamTrees

Logo de l'évènement #.

Le 25 octobre 2019, Donaldson et Mark Rober lance la cagnotte en ligne #Team Trees (en) qui a pour finalité de planter un arbre par dollar récolté. Deux mois plus tard, la cagnotte atteint la somme de 20 000 000 dollars. Plusieurs célébrités ont donné à la cagnotte, comme Elon Musk, Alan Walker ou PewDiePie. Pourtant, à côté de ces levées de fonds, Donaldson et Mark Rober ne semble pas s'inquiéter de l'empreinte écologique et du bilan carbone particulièrement importants découlant de la réalisation de plusieurs de ses vidéos,. De plus, la pertinence et l'efficacité de ce genre de reforestation sont contestées (par la manière de reforester qui est inadaptée et non viable à long terme, et par l'illusion de compenser ses actions délétères et donc de pouvoir s'en permettre davantage).

### #TeamSeas

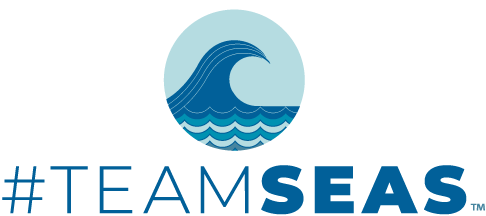
Logo de Team Seas.

Le 29 octobre 2021, Donaldson et Rober ont organisé un autre événement de défi collaboratif sur YouTube intitulé #Team Seas. L'objectif de ce projet était de récolter 30 millions de dollars pour Ocean Conservancy et The Ocean Cleanup d'ici le 1er janvier 2022. L’objectif de 30 millions de dollars financerait l’élimination de 30 millions de pounds de plastique et autres déchets des océans, des rivières et des plages. Donaldson et Rober ont fait appel à des milliers de créateurs de contenu, dont AzzyLand, DanTDM (en), TommyInnit, Linus Media Group (en), TierZoo, LEMMiNO, The Infographics Show, Hannah Stocking (en), Dhar Mann (en) et Marques Brownlee, et se sont associés à l'initiative de BEN et TubeBuddy regroupant huit millions de créateurs mondiaux, pour promouvoir la collecte de fonds,,.
Au 5 juin 2024, l'objectif initial de 30 millions de dollars avait été dépassé de 12 à 13 %, avec plus de 33,7 millions de dollars collectés.